# Търговищки проход
Търговищкият проход (известен и като Пролаз, до 29 юни 1942 г. Дервентски проход) е проход на река Врана (ляв приток на Голяма Камчия) в Северна България, в Предбалкана, между платото Кедикбалкан на запад и Преславска планина на изток, в Община Търговище, област Търговище.
Проходът е с епигенетичен произход и е с дължина около 5 km, а средната му надморската височина е около 280 m. Всечен е в долнокредни мергелни варовици. Склоновете му са стръмни и скалисти, частично обрасли с ниски гори. По левия (западен) долинен склон действа кариера за добив на чакъл, която допълнително деградира ландшафта на прохода.
Започва северозападно от село Пролаз на 310 m н.в. и се насочва на север-североизток. В средната си част надморската му височина е около 280 m. Завършва на около 4 km югозападно от град Търговище, в местността „Парка“, в близост до Търговищкия минерален извор, на 252 m н.в.
През прохода, по целия му десен (източен) долинен склон преминава участък от 5,1 km от първокласния Републикански път I-4 м-т „Коритна“ – Велико Търново – Търговище – Шумен (от km 219,6 до km 224,7).

## Топографска карта
- Лист от карта K-35-29. Мащаб: 1 : 100 000.
- Лист от карта K-35-30. Мащаб: 1 : 100 000.